# Lachen (Bavière)
Pour les articles homonymes, voir Lachen.
Lachen est une commune de Bavière (Allemagne), située dans l'arrondissement d'Unterallgäu, dans le district de Souabe.